# Weduwnaarspijn

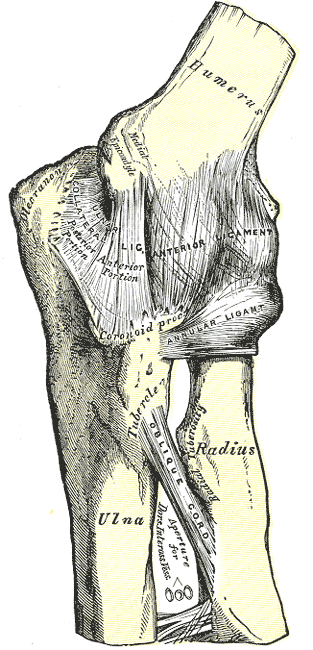
Zicht op de mediale knobbel van het opperarmbeen (boven), op een afbeelding uit Gray's Anatomy.

Weduwnaarspijn is de omschrijving van de korte, hevige pijn die men voelt bij het stoten van de elleboog.
De nervus ulnaris loopt in een ondiepe verticale groef aan het achteroppervlak van de epicondylus medialis (de binnenste knobbel) van het opperarmbeen. Dit wordt ook wel telefoonbotje of elektrische knobbel genoemd. Een stoot tegen de nervus ulnaris veroorzaakt een hevige pijn, die uitstraalt naar de pink en ringvinger.
De term weduwnaarspijn verwijst schertsend naar de aard van de pijn, die - zoals het geval zou zijn bij mannen die hun echtgenote verliezen - hevig is, maar van korte duur.